# Walery
Walery – imię męskie pochodzenia łacińskiego. Powstało ono z przydomka Valerius, który pochodzi z nazwy rodu Waleriuszów i oznaczał pierwotnie „człowieka z rodu Waleriuszów”. Porównaj z: Waleriusz
Żeński odpowiednik: Waleria
Imieniny Walerego wypadają 28 stycznia, 19 lutego, 14 czerwca i 27 listopada.

## Osoby noszące imię Walery
- Walerij Briusow – rosyjski pisarz i poeta
- Walerij Czkałow – radziecki lotnik rekordowy i doświadczalny
- Walery Eljasz-Radzikowski – malarz, popularyzator Tatr
- Walerij Giergijew – dyrygent
- Valéry Giscard d’Estaing – francuski polityk
- Walery Goetel – polski geolog, ekolog i paleontolog
- Walery Gostomski – historyk literatury
- Walery Jaworski – lekarz gastrolog
- Walerij Legasow – rosyjski chemik oraz członek komisji powołanej do zbadania Katastrofy w Czarnobylu
- Walerij Kirijenko – rosyjski biathlonista
- Walery Łoziński – pisarz
- Walery Pisarek – polski językoznawca
- Walery Przyborowski – historyk
- Walery Rzewuski – fotograf
- Walerij Sałow – szachista
- Walery Sławek – polityk
- Valeri Vachev – polski prawnik pochodzenia bułgarskiego, zastępca rzecznika praw obywatelskich
- Walery Antoni Wróblewski – działacz rewolucyjny
- Wałerij Załużny – naczelny dowódca Sił Zbrojnych Ukrainy